# جاك مارين
جاك مارين (بالإنجليزية: Jack Marin)‏ مواليد 12 أكتوبر 1944 في شارون، هو لاعب كرة سلة أمريكي سابق. بدأ مسيرته الاحترافية في سنة 1966. تم اختياره من قبل فريق واشنطن ويزاردز خلال الدرافت. يبلغ طوله 6 قدم 7 بوصة (2.0 م). اعتزل اللعب في 1977. شارك مرتين في مباراة كل النجوم. أحرز خلال مسيرته في الإن بي إيه 12451 نقطة بمعدل 14.8 نقطة في المباراة الواحدة.

## المسيرة الاحترافية
لعب مع واشنطن ويزاردز من سنة 1966 إلى 1972، ثم لعب مع هيوستن روكتس من سنة 1972 إلى 1974، ثم لعب مع بوفالو بريفز من سنة 1973 إلى 1976، ثم لعب مع شيكاغو بولز من سنة 1975 إلى 1977.

## روابط خارجية
- جاك مارين على موقع إن بي أي (الإنجليزية)
- جاك مارين على موقع سبورتس رفرنس (الإنجليزية)
- جاك مارين على موقع كلية كرة السلة في سبورتس رفرنس.كوم (الإنجليزية)
- جاك مارين على موقع ريلجم (الإنجليزية)
- جاك مارين على موقع بروبوليرز (الإنجليزية)
- جاك مارين على موقع قاعة كارولاينا الشمالية للمشاهير الرياضية (الإنجليزية)